# Закладництво
Закладництво (від «іти в заклад») — поширений в часи Київської Русі різновид угоди про позику між кредитором і позичальником, де як застава, що мала забезпечувати борг, фігурувала сама особа позичальника. Позичальники, які на умовах закладництва отримували кредит, вважалися закладниками та на певний термін ставали особисто залежними від свого кредитора. Умовою звільнення від такої залежності було відпрацювання або повернення позичальником боргу кредиторові. Соціальний статус закладників прирівнювався до соціального статусу залежних груп населення.

## Суть поняття
З'ясування суті закладництва і його значення є незабутньою заслугою М. П. Павлова-Сильванського у російській історичній науці.
Всупереч величезній більшості російських істориків і істориків права, які вважали, що в основі цього інституту лежить застава, речова застава або те і друге разом, він цілком певно довів, що відносини закладництва виникають через комендацію і мають своїм наслідком патронат над людьми, що ввійшли в охоронні відносини. Притягши новий матеріал для вивчення цього розряду давньоруського населення, Павлов-Сильванський з вичерпною переконливістю встановив, що як у XIII столітті, так і в XVII столітті закладництво — комендація в нас, так само як і на Заході, тягло за собою незалежність від державної влади. Як боярська, монастирська чи церковна людина, закладник виходив з-під відомства державної влади, звільнявся від виплати тягла і від загальної судової й адміністративної залежності. Зворотною стороною виходу з-під залежності від державної влади було підлягання закладника своєму панові — землевласникові чи взагалі патронові.
Закладниками переважно були збіднілі селяни. Кожний закладник мав у своєму розпорядженні невелике господарство, ділянку землі, але через відсутність тяглової сили, реманенту і посівного матеріалу не міг нормально господарювати. В таки умовах він змушений був закладати свою землю феодалу та одержувати від нього відповідну допомогу, тобто потрапляв у кабальну залежність. За таку допомогу закладник мусив виконувати різні повинності. Минало 5—10 років і колишній вільний закладник перетворювався в феодально залежного селянина, а його земля і двір переходили у власність землевласника. Він ставав підсусідком свого феодала.

## Перша згадка
Першу згадку про закладництво ми знаходимо в договірній грамоті 1265 року, за якою князь тверський Ярослав Ярославич зобов'язався перед Великим Новгородом не приймати надалі закладників у новгородських волостях, зобов'язався за себе, за свою княгиню, бояр і дворян.
Якщо навіть ґрунтуватись на тексті договорів 1265 — 1270 років. і вважати їх матеріалом для судження про інститут закладництва дотатарської доби, то безперечним здається значний його розвиток і побутове поширення в цю добу.
Закладництво цілих сіл означало кінець-кінцем перехід усього господарського комплексу села в склад феодальної сеньйорії. Земля почала належати патронові, а селяни ставали феодально залежними.